# 1080° Avalanche
1080° Avalanche, lanzado en Japón como 1080° Silverstorm (テン·エイティ シルバーストーム Ten Eiti Shirubāsutōmu?), es un videojuego de snowboard para la Nintendo GameCube. Fue desarrollado por un estudio de la propia Nintendo, NST, y publicado por Nintendo. Avalanche es una secuela del juego de snowboard que salió en 1998 para la Nintendo 64, 1080° Snowboarding. Es capaz de mostrar la imagen a 480p y con sonido Dolby Pro Logic permitiendo jugar cuatro personas a la vez con cuatro controles de la Gamecube o mediante juego LAN con cuatro consolas.

## Desarrollo
Durante 1998, se rumoreó el desarrollo de la secuela del juego 1080° Snowboarding con el nombre de 1080 Snowboarding 2 para la Nintendo 64. Sin embargo, el juego se dio por cancelado por parte de Nintendo debido a retrasos por el cambio a la consola Nintendo Gamecube para mostrar los efectos gráficos que podía mostrar la nueva plataforma y después por  problemas con el desarrollador Left Field Productions. Más tarde, Nintendo confirmó que el juego, 1080 Snowboarding 2 fue pasado a un equipo de desarrollo interno de la compañía, Nintendo Entertainment Analysis and Development (EAD) y posteriormente a Nintendo Software Corporation (NST). Tras esta ruptura, Left Field dejaba de ser una second party de Nintendo y que acabaría desarrollando juegos para otras plataformas.
El nombre cambió de 1080°: White Storm a su nombre final de salida, 1080°: Avalanche,en honor a las situaciones con aludes que se producen durante el juego.

## Jugabilidad
La jugabilidad de 1080º Avalanche es similar a su antecesor, priorizando en completar las carreras que en realizar acrobacias. Sin embargo difiere de éste por incluir la habilidad de derribar a los rivales tras rellenar la barra de energía después de realizar varias acrobacias. En ocasiones se producen avalanchas que afectan el control de la tabla y desbloquean nuevas áreas del circuito.
Cada personaje tiene sus específicas tablas de snowboarding, con la posibilidad de desbloquear otras tres más para uno de ellos. A medida que se completa el juego es posible obtener tablas especiales consistentes en objetos y animales como un pingüino, un mando de control de la NES o un cohete, entre otros.
El juego se compone de quince pistas de carrera y cuatro modos principales de juego orientados a completar en un tiempo límite la carrera por medio de desafíos. En Time Trial el jugador compite en contrarreloj para alcanzar la línea de meta mientras recolecta cinco piezas de una moneda esparcidas por todo el circuito; semejante a Trick Attack, en el que se debe realizar un número de acrobacias. En el modo Match Race se producen desafíos donde se compite contra un personaje controlado por el juego a través de tres torneos cuyos números de circuitos varían de tres a seis; si el jugador es capaz de superarlas se desbloquea el modo extremo, un campeonato especial compuesto por siete pistas ya recorridas y con la peculiaridad de ser recorrido en reverso.  Finalmente en Gate Challenge el personaje tiene que atravesar portales de tiempo antes de alcanzar la línea de meta.

## Personajes
El juego cuenta con 5 personajes jugables al inicio del mismo.
- Akari Hayami
- Ricky Winterborn
- Kemen Vázquez
- Tara Hunter
- Rob Haywood

## Banda sonora
El juego posee una banda sonora con canciones que pueden escucharse durante el juego, gracias a un convenio firmado con Wind-up Records. Al principio, el juego cuenta con apenas 8 canciones, pero pueden ir desbloqueándose más durante el transcurso del mismo.
- Cauterize - Choke INIC
- Cauterize - Killing Me
- Finger Eleven - Good Times
- Finger Eleven - Other Light
- Finger Eleven - Conversations
- Boysetsfire - Handful of Redemption
- Boysetsfire - Rookie
- Seether - Fine Again FIN

INIC: canción usada en la Secuencia Inicial / FIN: canción usada en los Créditos Finales

## Recepción
El juego tuvo reacciones mixtas entre los críticos a pesar de la expectativa generada en las convenciones E3 donde fue presentado. En general fue considerado como un juego incapaz de superar a juegos similares como la serie Tony Hawk o SSX debido principalmente al largo tiempo de desarrollo que sufrió el título.
El juego en general fue elogiado por el énfasis en las carreras que por la realización de acrobacias. Los críticos alabaron el diseño de los circuitos y los obstáculos que se debían de sortear durante las carreras.  El reportero de Eurogamer UK, Tom Bramwell, mencionó "lo espectacular y excitante de ser perseguido por un gran alud durante los dos minutos que dura la última carrera en el modo Match Race".
Los efectos especiales y los gráficos fueron bien recibidos por el potencial de la Gamecube en mostrar cambios climáticos en tiempo real que afectaban el entorno visual, aunque eso produjera ralentizaciones -como no superar las treinta imágenes por segundo- y en ocasiones perjudicara el control sobre el juego. Meristation criticó la poca calidad de las animaciones con respecto al juego anterior a pesar de que el conjunto visual del juego era  muy atractivo.
Tom Bramwell criticó la inteligencia artificial de los rivales, los cuales podían alcanzar grandes velocidades para perseguir al jugador además de poseer un perfecto control en sus movimientos, y la tendencia de éstos de chocar contra el jugador. También fue mencionado negativamente la detección de colisión del juego,  que obligada a adquirir una gran destreza para dominar las acrobacias y esquivar las adversidades presentadas durante la partida. No obstante, otros críticos, como en Meristation o Steven Rodriguez, alabaron el control de juego simplista y la facilidad para hacer acrobacias.
A pesar de que el juego fue criticado por poder completarse en muy poco tiempo debido a la longitud de las pistas, fue bien recibido la posibilidad de rejugarlo para desbloquear nuevos añadidos como tablas y personajes secretos, manteniendo el interés del jugador.   Ben Silverman, de Game Revolution -opinión también compartida por Matt Cassamina de IGN- hizo notar que el sistema de control del juego ya era anticuado incluso antes de su lanzamiento ante la falta de incentivos tras completar una cadena de acrobacias -como aceleraciones o movimientos especiales-, así como la imposibilidad de eliminar o modificar las tablas de los personajes o la inclusión de un sistema de contraseñas.

## Versiones
1080°: Avalanche fue lanzado en dos diferentes versiones, una versión simple que contenía solo un disco mientras que había otra versión para coleccionistas que contenía otro DVD. El segundo DVD no contenía el juego sino que en formato Mini DVD, contenía hora y media de videos de snow con música extraída del juego. Esta versión salió solo en Estados Unidos en los establecimientos Wal-Mart, y se encontraba indicada con un marca roja en la portada.